# Siegel Indianas
Das aktuelle Siegel des US-Bundesstaats Indiana wurde im Jahr 1963 festgelegt.

## Beschreibung

Flagge Indianas

Das Siegel zeigt einen Förster, der eine Platane fällt, während im Vordergrund ein amerikanischer Bison läuft und im Hintergrund die Sonne untergeht. 
Im Randdesign befinden sich die Blätter des Staatsbaumes, des Tulpenbaums.
Um das Siegel läuft die englische Inschrift:
„Seal of the State of Indiana“
(Siegel des Staates Indiana)
Unten steht die Jahreszahl 1816.

## Geschichte
Das Siegel hat mehrere Änderungen durchlaufen, seitdem die Region Teil des Nordwestterritorium war. 
Das aktuelle Design wurde 1963 von der Generalversammlung von Indiana festgelegt. 